# حقول العكوب
حقول العكّوب هي إحدى القرى اللبنانية من قرى قضاء راشيا في محافظة البقاع.